# Bessières
Bessières – miejscowość i gmina we Francji, w regionie Oksytania, w departamencie Górna Garonna. W 2013 roku jej populacja wynosiła 3670 mieszkańców. Przez gminę przepływa rzeka Tarn. 